# Lichtenberger Häuseln
Die Lichtenberger Häuseln sind eine Siedlung in der Gemeinde Ulrichsberg im Bezirk Rohrbach in Oberösterreich.

## Geographie
Die Streusiedlung Lichtenberger Häuseln befindet sich am Rand des Böhmerwalds nördlich des Gemeindehauptorts Ulrichsberg und gehört zur Ortschaft Lichtenberg. Am Waldrand wachsen Brombeer-Hasel-Büsche. Die Siedlung liegt im Einzugsgebiet des Klafferbachs. Sie ist Teil der 22.302 Hektar großen Important Bird Area Böhmerwald und Mühltal. Unmittelbar neben den Lichtenberger Häuseln erstreckt sich das 9.350 Hektar große Europaschutzgebiet Böhmerwald-Mühltäler.

## Kultur und Sehenswürdigkeiten

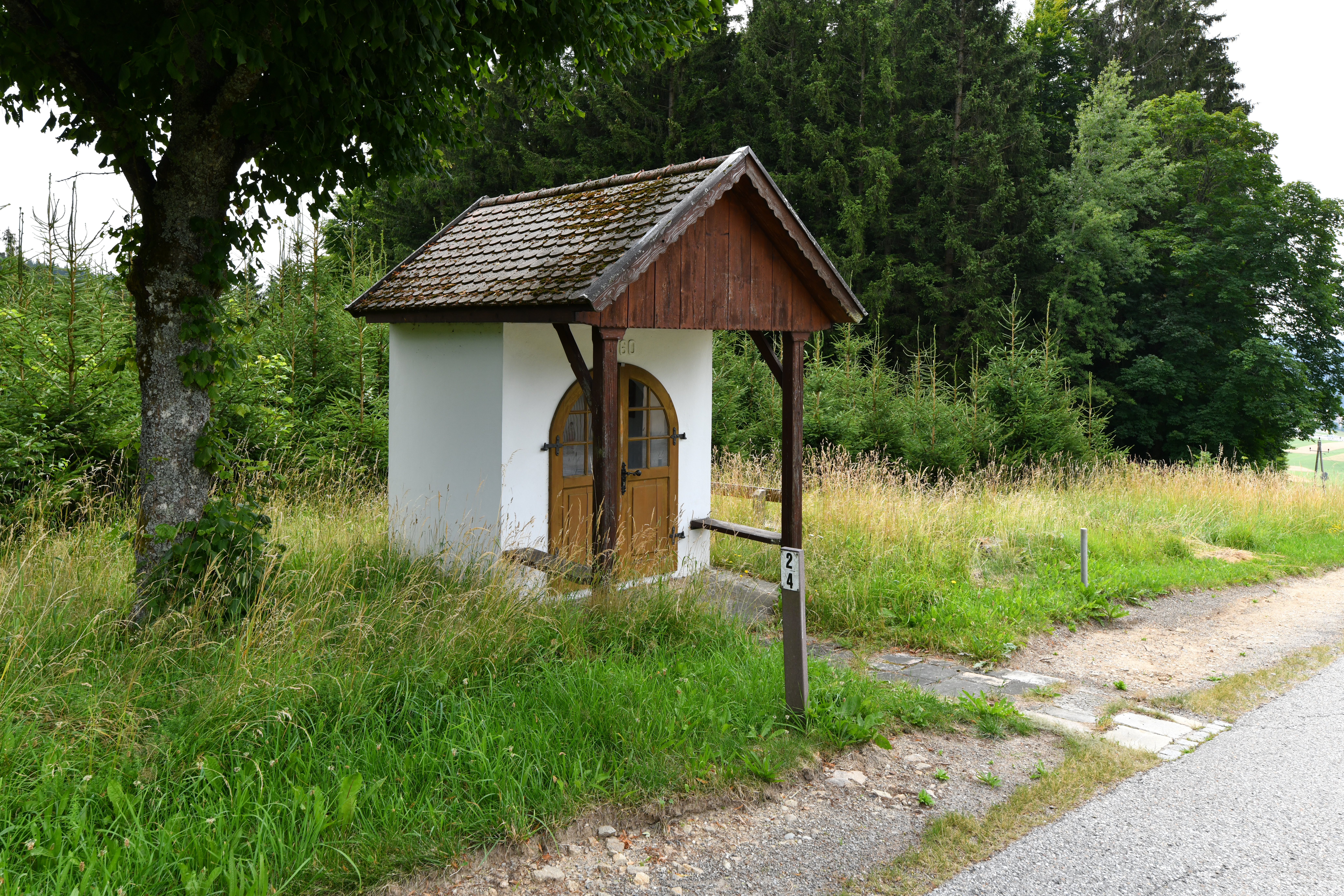
Wegkapelle in den Lichtenberger Häuseln

An der Straße nach Schöneben steht auf 772 m ü. A. eine Wegkapelle.